# Najjači ostaju
Najjači ostaju je tretji studijski album slovenske pop pevke Nece Falk, izdan leta 1980 pri ZKP RTV Ljubljana. Vse pesmi razen zadnje so v srbohrvaškem jeziku, zato ji je plošča prinesla velik preboj na jugoslovansko sceno. Ker je pri nastajanju albuma sodeloval Andrej Šifrer (napisal je večino pesmi), je bilo k snemanju albuma povabljenih veliko studijskih glasbenikov, s katerimi je Šifrer sodeloval že pri snemanju svojega albuma Od šanka do šanka, ki je bil posnet leto prej.

## Vpliv
Album je bil leta 1998 uvrščen na 59. mesto lestvice 100 najboljših jugoslovanskih rock in pop albumov v knjigi YU 100: najbolji albumi jugoslovenske rok i pop muzike.

## Seznam pesmi
| Stran A | Stran A                    | Stran A                       | Stran A    | Stran A |
| Št.     | Naslov                     | Besedilo                      | Glasba     | Dolžina |
| ------- | -------------------------- | ----------------------------- | ---------- | ------- |
| 1.      | „Samo najjači ostaju‟      | Tomaž Domicelj                | Domicelj   | 2:57    |
| 2.      | „Svi ljudi žure‟           | Andrej Šifrer, Danijel Levski | Šifrer     | 3:35    |
| 3.      | „Svjetlosti predgradja‟    | Šifrer, Arsen Dedić           | Šifrer     | 2:55    |
| 4.      | „Toliko vrediš koliko daš‟ | Šifrer                        | Šifrer     | 3:37    |
| 5.      | „Čiji je dan‟              | Šifrer                        | Dave Cooke | 3:50    |

| Stran B | Stran B                  | Stran B                             | Stran B       | Stran B |
| Št.     | Naslov                   | Besedilo                            | Glasba        | Dolžina |
| ------- | ------------------------ | ----------------------------------- | ------------- | ------- |
| 6.      | „Na na na‟               | Svetlana Makarovič, Boško Obradović | Bruno Langer  | 5:53    |
| 7.      | „Zaspao si u mojoj kosi‟ | Obradović                           | Langer        | 2:50    |
| 8.      | „Tvoje su oči pune rose‟ | Obradović                           | Dragan Gužvan | 3:18    |
| 9.      | „Nesrećo moja‟           | Šifrer, Levski                      | Šifrer        | 3:26    |
| 10.     | „Z več plati‟            | Šifrer                              | Joni Mitchell | 4:23    |

## Zasedba

### Glasbeniki
- Neca Falk — vokal, spremljevalni vokali
- Tim Hatwell — bas kitara
- Luis Jardim  — bas kitara brez prečk
- Dewi Watkins — violončelo
- Barry De Souza — bobni
- Henry Lowther — flugelhorn
- Chrissie Hughes — flavta
- Ray Russel — kitara
- Dave Cooke — klavir, električni klavir, orgle, sintesajzer, tolkala, spremljevalni vokali
- Anthony David — tolkala
- B.J. Cole — steel guitar
- Penny Thompson — viola
- Steve Jones — violina
- Bill Thorp — violina

### Tehnično osebje
- Dave Cooke — produkcija, aranžmaji
- Anthony David — produkcija, snemanje
- Andrej Habič — oblikovanje
- Tone Stojko — fotografiranje